# Hans Kawelmacher

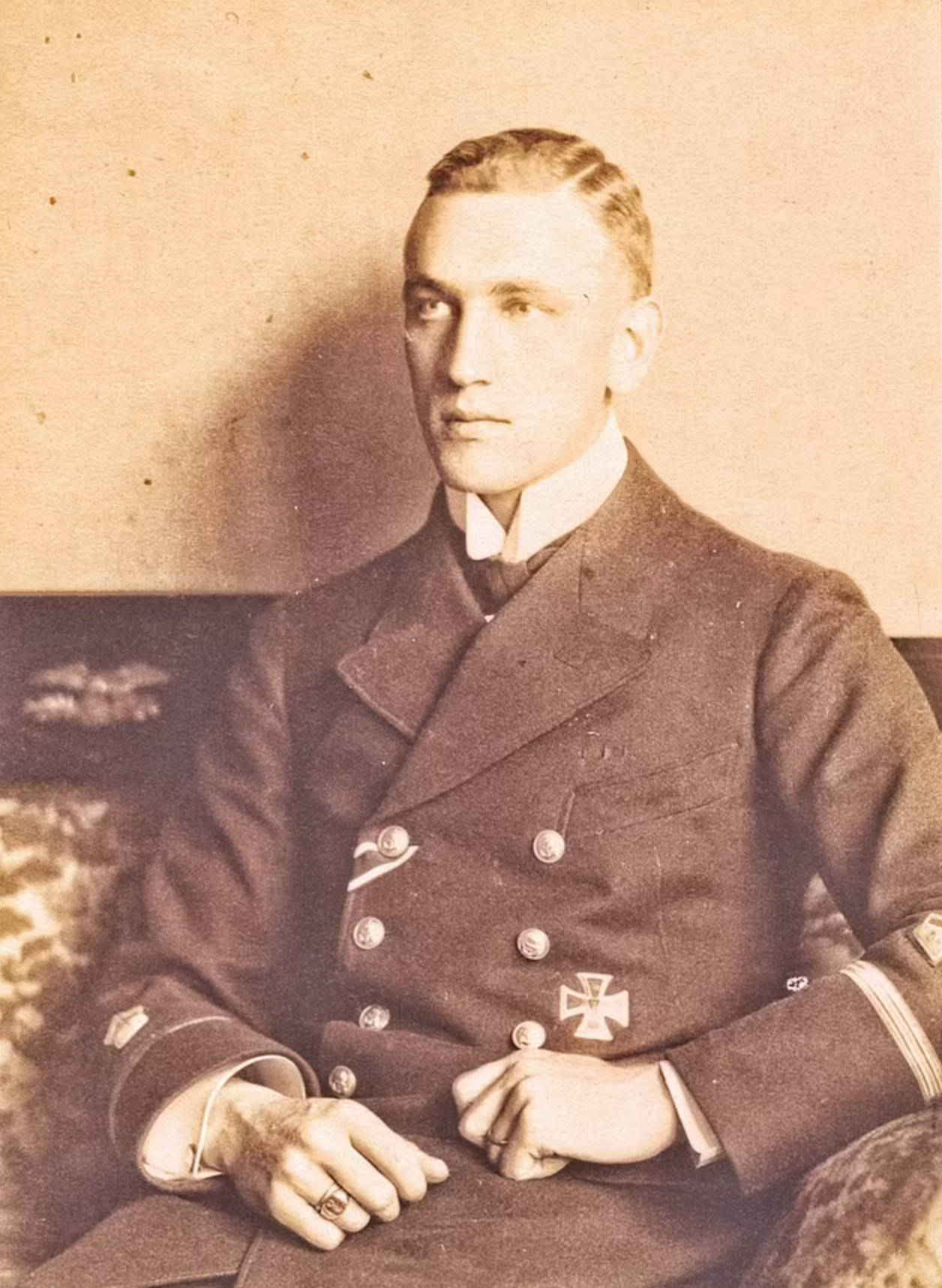
Kawelmacher als Marineoffizier im Ersten Weltkrieg, 1918

Hans Adolf Kawelmacher, später Gontard-Kawelmacher (* 25. Juni 1891 in Koblenz; † 1965) war ein deutscher Kapitän zur See der Kriegsmarine und Oberregierungsrat.

## Leben
Hans Kawelmacher trat am 1. April 1910 in die Kaiserliche Marine ein (Crew 10). Nach Ausbruch des Ersten Weltkrieges diente er noch bis Februar 1916 als Leutnant zur See und Funkoffizier auf der König Albert. Nach einer Beförderung zum Oberleutnant zur See am 22. März 1916 absolvierte er eine dreimonatigen Ausbildung an der U-Boot-Schule und diente nachfolgend bis Dezember 1917 als Wachoffizier auf den U-Booten U 80 und U 91. Bis Kriegsende diente er noch als Adjutant der U-Flottille Flandern II unter Oberleutnant zur See Otto Rohrbeck. Kawelmacher schied am 22. November 1919 aus der Marine aus und erhielt am 7. Januar des nächsten Jahres den Charakter eines Kapitänleutnants. Er wurde während des Krieges mit dem Eisernen Kreuz I. Klasse ausgezeichnet.
In der Weimarer Republik studierte er Rechtswissenschaften und erhielt am 8. Dezember 1926 die Zulassung zum Notar.  Schon einen Monat vorher übernahm er die Kanzlei Küter seines verstorbenen Schwiegervaters Franz Stappenbeck in Eckernförde.
An der Universität Köln promovierte er mit dem Thema Die Blockade nach der Londoner Deklaration vom 26. Februar 1909 und die Kriegserfahrungen.
1934 trat er als Ergänzungs-Offizier in die Reichsmarine ein. Nachdem die Reichsmarine 1935 zur Kriegsmarine umformiert wurde, erlebte er am 16. September 1935 die Beförderung zum Korvettenkapitän (E) beim Stab des Kommando der Marinestation der Ostsee. Dort diente er in der Versorgungs- und Fürsorgeabteilung unter Fregattenkapitän Wilhelm Genske. Bis 1938 war er ständiges richterliches Mitglied am Reichsversorgungsgericht der Wehrmacht. Von September 1939 bis April 1941 war er Personalreferent.
Er wurde im April 1941 Kommandant der Seeverteidigung Libau. Ende Juli 1941 forderte er 100 SS-Männer und 50 Schutzpolizisten an, um die Erschießung der jüdischen Bevölkerung von Libau (Massaker in Liepāja) zu beschleunigen. Dem Massaker in Liepāja fielen 1941 über 2000 jüdische Einwohner zum Opfer. Am 26. September 1941 avancierte er zum Kapitän zur See. Der Chronist der Crew 10, Hans-Otto Rieve, vermutet als Begründung für die Ablösung Kawelmachers im Januar 1942 die Erschießungen und ordnet die nächste Kommandierung als Degradierung um zwei bis drei Dienstgrade ein.
Ab September 1942 war er als Hafenkapitän und Inselkommandanten von Milos eingesetzt. Bis September 1943 blieb er in dieser Position und kam dann in das OKM. Am 30. Juni 1944 schied er aus der Kriegsmarine aus. Er geriet in sowjetische Kriegsgefangenschaft und wurde am 2. Januar 1950 daraus entlassen.
In der Nachkriegszeit diente Kawelmacher noch als Oberregierungsrat im Verteidigungsministerium in Bonn. Er änderte seinen Nachnamen zu Gontard-Kawelmacher um sich strafrechtlicher Verfolgung zu entziehen.

## Schriften
- Die Blockade nach der Londoner Deklaration v. 26. Febr. 1909 und die Kriegserfahrungen. Dissertation, 1927